# Kotaku
Kotaku est un blogue spécialisé dans le jeu vidéo, fondé le 4 octobre 2004 par le groupe Gawker Media. Il appartient à Univision Communications depuis 2016

## Historique
Kotaku est lancé en octobre 2004 sous l'égide de Gawker Media avec Matthew Gallant comme rédacteur principal.
En avril 2014, Gawker Media fait un partenariat avec Future plc pour lancer Kotaku UK et Allure Media pour lancer Kotaku Australia'.
Univision Communications acquiert Gawker Media en août 2016 : Kotaku a désormais pour maison-mère la division Gizmodo Media Group.
Gizmodo Media Group est racheté en avril 2020 par Great Hill Partners et est renommé G/O Media. Ce rachat mène à de nombreux départs de rédacteurs dont celui de Jason Schreier. Canard PC attribue ces départs à une mise sous pression des rédacteurs par la nouvelle maison-mère.